# 丹尼爾·法拉第
丹尼爾·法拉第（英語：Daniel Faraday）是美國廣播公司懸疑類電視連續劇《迷失》的角色之一，由傑瑞米·戴維斯（Jeremy Davies）飾演。他是埃洛伊·霍金（Eloise Hawking）和查爾斯·威德摩（Charles Widmore）的兒子。他是一名物理學家和娜歐美小隊的成員。他在時空轉移中生還，並於1974年加入了達摩計劃，三年後回到島上，被身為其他人之一的年輕時母親槍殺。